# Thomas C. Schelling
Thomas C. Schelling (Oakland, Kalifornija, 14. travnja 1921. – 13. prosinca 2016.), američki ekonomist.
Godine 1944. diplomirao je u Sveučilištu u Kaliforniji, zatim 1951. doktorirao je u Harvardskom sveučilištu.
Dobitnik je Nobelove nagrade za ekonomiju 2005. godine, zbog svog doprinosa u "razumijevanju sukoba i suradnje koristeći analizu teorije igara".